# Buchara (provins)

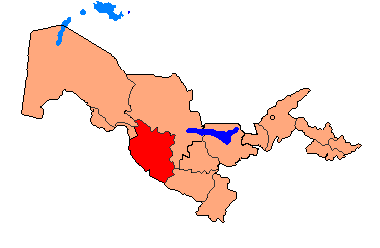
Bucharas geografiska läge (rött) i Uzbekistan

Buchara (uzbekiska: Buxoro viloyati) är en provins i Uzbekistan med en yta på 39 400 km² och 1 543 900 invånare år 2009. Huvudort är Buchara. I den muslimska tiden var den centrum för läran och kunskapen. Bland annat verkade Avicenna som var expert på mediciner och örter, i staden.